# Bobby Previte

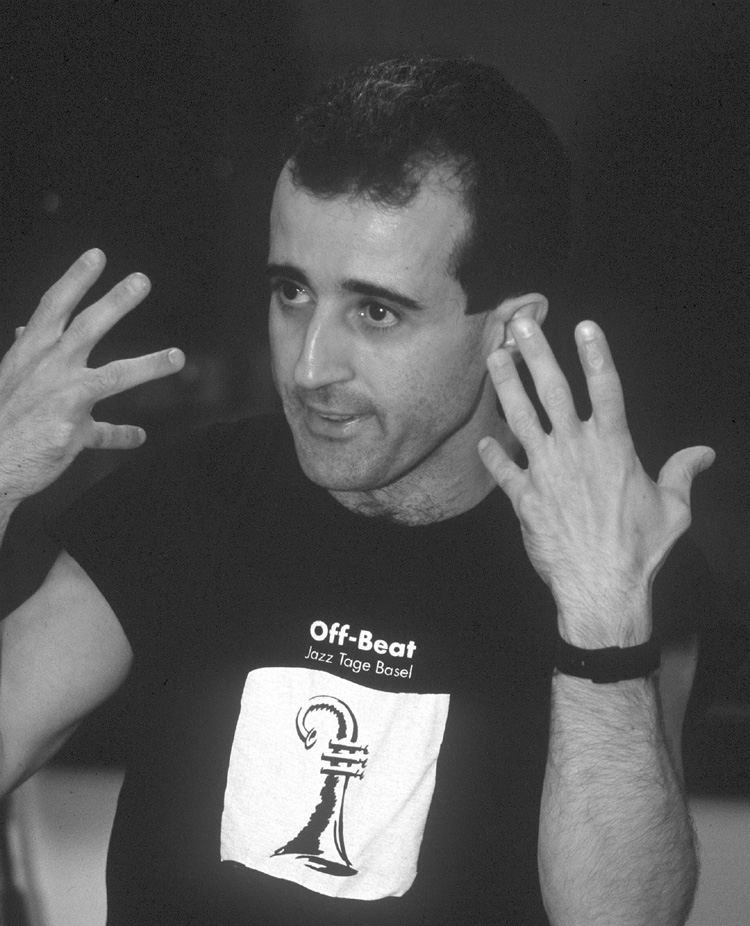
Bobby Previte (1991)

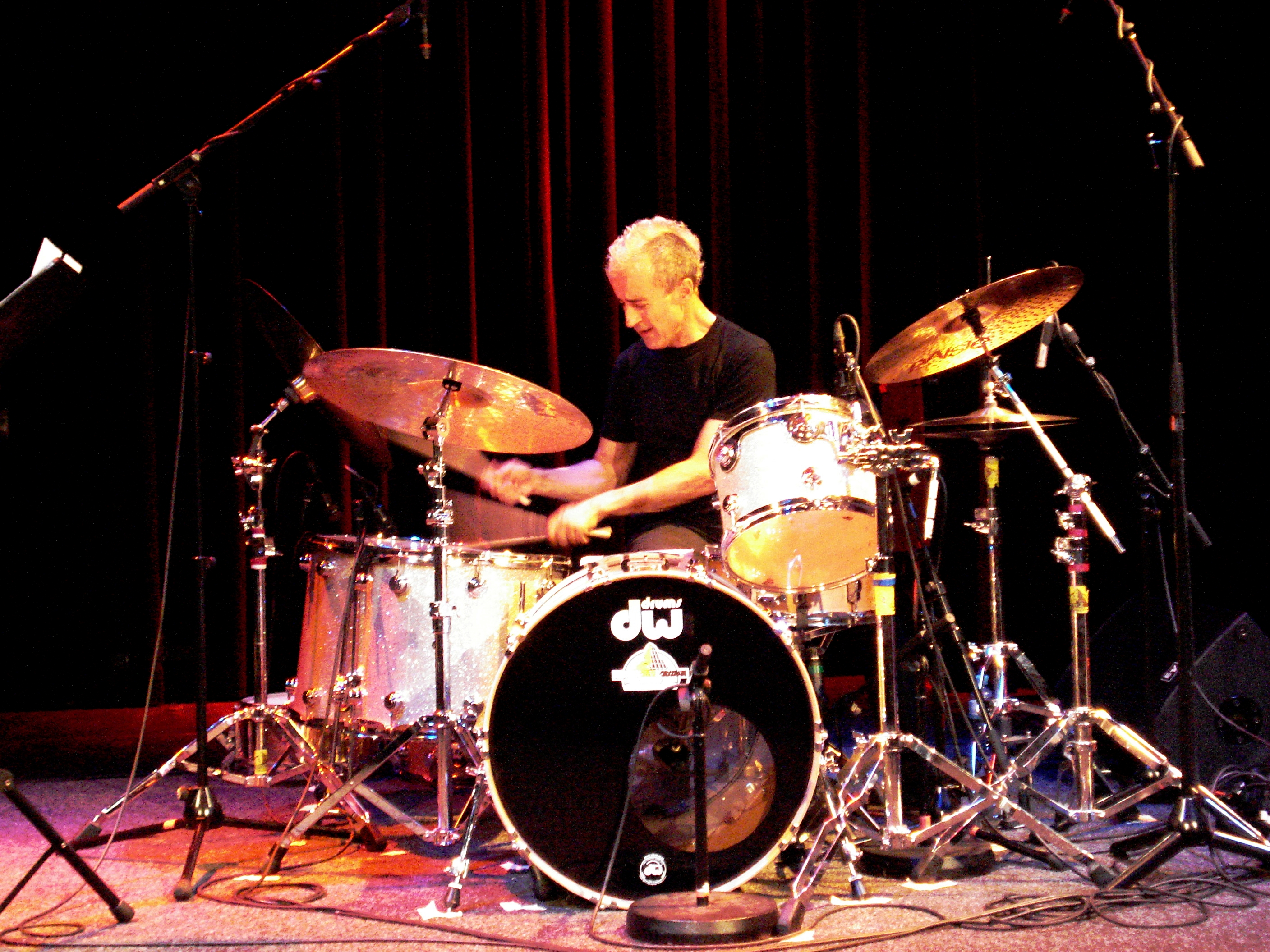
Bobby Previte op het Jazzfestival Saalfelden, in 2009

Robert Previte (Niagara Falls, 16 juli 1951) is een Amerikaanse jazzdrummer en componist.

## Biografie
Previte begon als veertienjarige te drummen in rockgroepen en studeerde economie en slagwerk aan de Universiteit van Buffalo. Hij kreeg les van Morton Feldman, John Cage en Lou Harrison. Tony Williams stimuleerde hem jazzdrummer te worden. In 1980 trok hij naar New York. Hij werd al snel actief in de M-Base-scene (hij werkte met bijvoorbeeld Greg Osby en Robin Eubanks), maar tevens in de 'Downtown'-scene rond John Zorn en Bill Frisell. Hij speelde met onder andere Don Byron, Anthony Davis en Mark Helias. Midden jaren 80 kwam hij met een eigen groep, Bumb, en had hij een trio met Wayne Horvitz en Butch Morris. In 1990 richtte hij zijn elektrische groep Wheater Clear, Track Fast op en nam hij op met zijn Empty Suits. Met 'Music of the Moscow Circus' (1991) die hij met zijn octet opnam, kreeg hij eindelijk internationale aandacht. Hij had een duo met Marc Ducret en richtte in 1998 een grote band op, Voodoo Orchestra, waarmee hij sinds 2002 een reeks van vijf albums maakte. Hij heeft gespeeld met de fusionband The Coalition of the Willing en opgenomen met Marty Ehrlich, The President, Guy Klucevsek, Tom Waits, Tim Berne, Annie Ross, Victoria Williams, Jane Ira Bloom, Elliott Sharp en Ray Anderson.
Hij was daarnaast betrokken bij de soundtrack van Robert Altmans 'Short Cuts' (waarin hij ook als muzikant te zien is). Volgens Martin Kunzler is behoort de drummer tot de musici van deze tijd die niet op juiste waarde worden geschat.

## Discografie
- Claude’s Late Morning (1988)
- Empty Suites (1990)
- Music of the Moscow Circus (1991)
- Hue and Cry (1994)
- Too Close to the Pole (1996)
- Just Add Water (2002)
- The Coalition of the Willing (2006)
- Pan Atlantic (2009)